# Sasina
Sasina är ett samhälle i Bosnien och Hercegovina.   Det ligger i entiteten Federationen Bosnien och Hercegovina, i den nordvästra delen av landet, 170 km nordväst om huvudstaden Sarajevo. Sasina ligger 276 meter över havet och antalet invånare är 1 054.
Terrängen runt Sasina är lite kuperad. Närmaste större samhälle är Sanski Most, 6,6 km sydväst om Sasina. 
I omgivningarna runt Sasina växer i huvudsak lövfällande lövskog. Runt Sasina är det ganska tätbefolkat, med 86 invånare per kvadratkilometer.